# كارلوس زاراتي جونيور
كارلوس زاراتي جونيور (بالإسبانية: Carlos Zárate, Jr.)‏ مواليد 23 مايو 1988 في مدينة مكسيكو، هو ملاكم محترف مكسيكي سابق صنّف ضمن فئة وزن الوسط.

## إحصائيات
خاض خلال مسيرته 21 نزالا، فاز في 20 ولم يتعادل وخسر في 1. فاز بالضربة القاضية في 15 نزالا.

## روابط خارجية
- كارلوس زاراتي جونيور على موقع بوكس ريك (الإنجليزية) (registration required)